# Arkadiusz Kłoda
Arkadiusz Kłoda (ur. 24 listopada 1980) – polski piłkarz grający na pozycji prawego obrońcy.
Zawodową karierę piłkarską rozpoczynał w Górniku Brzeszcze. Później jednak przeprowadził się do Bielska-Białej, by grać w lokalnym klubie sportowym Ceramed (obecnie Podbeskidzie). Stamtąd przeszedł do Włókniarza Kietrz, gdzie grał do 2004 roku. Następnie grał regularnie w pierwszej „jedenastce” II-ligowego Zagłębia Sosnowiec, gdzie zadebiutował 31.07.2004 w meczu z klubem RKS Radomsko. W związku z poważną kontuzją nogi kilka lat temu piłkarz zakończył karierę.